# Marathon van Frankfurt 1995
De marathon van Frankfurt 1995 werd gelopen op zondag 29 oktober 1995. Het was de veertiende editie van deze marathon.
De Rus Oleg Otmakov ging bij de mannen zegevierend over de streep in 2:12.35. Bij de vrouwen won de Duitse Katrin Dörre-Heinig 2:31.31.
In totaal schreven 8528 lopers zich in voor de wedstrijd, waarvan er 6824 finishten.

## Uitslagen

### Mannen
| rang   | naam                | land | tijd    |
| ------ | ------------------- | ---- | ------- |
| Goud   | Oleg Otmakov        | RUS  | 2:12.35 |
| Zilver | Elijah Lagat        | KEN  | 2:12.37 |
| Brons  | Klaus-Peter Nabein  | GER  | 2:15.00 |
| 4      | Tekeye Gebrselassie | ETH  | 2:15.01 |
| 5      | Tendai Chimusasa    | ZIM  | 2:15.26 |
| 6      | Steffen Dittmann    | GER  | 2:15.36 |

### Vrouwen
| rang   | naam                | land | tijd    |
| ------ | ------------------- | ---- | ------- |
| Goud   | Katrin Dörre-Heinig | GER  | 2:31.31 |
| Zilver | Manuela Veith       | GER  | 2:37.56 |
| Brons  | Elisabeth Krieg     | SUI  | 2:38.34 |
| 4      | Anita Haakenstad    | NOR  | 2:40.00 |
| 5      | Galina Borouk       | BLR  | 2:40.31 |
| 6      | Ai Sugihara         | JPN  | 2:41.04 |

1981 ·
1982 ·
1983 ·
1984 ·
1985 ·
1986 ·
1987 ·
1988 ·
1989 ·
1990 ·
1991 ·
1992 ·
1993 ·
1994 ·
1995 ·
1996 ·
1997 ·
1998 ·
1999 ·
2000 ·
2001 ·
2002 ·
2003 ·
2004 ·
2005 ·
2006 ·
2007 ·
2008 ·
2009 ·
2010 ·
2011 · 
2012 · 
2013 · 
2014 · 
2015 · 
2016 · 
2017